# ダンス・トゥ・ザ・ドラムス・アゲイン
『ダンス・トゥ・ザ・ドラムス・アゲイン』（Dance to the Drums Again）は、アメリカ合衆国の歌手カサンドラ・ウィルソンが1992年に発表した6作目のスタジオ・アルバム。

## 解説
ウィルソンのキャリア初期の作品でもギターを弾いたジャン＝ポール・ブレリーが、1991年リリースのアルバム『シー・フー・ウィープス』に引き続きプロデューサーに起用された。「アメイジング・グレイス」はウィルソンのピアノ弾き語りによる録音で、Kalamu ya Salaamは『ザ・ニュー・ブラック・マガジン』においてウィルソンの歌唱を「地に響いて足先の爪まで揺さぶるハスキーな低音」と評している。
セールス的には成功に至らず、『ビルボード』のジャズ・アルバム・チャート入りを逃す結果となった。スコット・ヤナウはオールミュージックにおいて5点満点中1.5点を付け「リズムが重々しく煩わしい」と評している。

## 収録曲
特記なき楽曲はカサンドラ・ウィルソンとジャン＝ポール・ブレリーの共作。
1. メラニン・ソング - "Melanin Song" - 5:33
2. ドント・ルック・バック - "Don't Look Back" - 4:55
3. リズム・オン・マイ・マインド - "Rhythm on My Mind" - 5:39
4. ワンダーズ・オブ・ユア・ラヴ - "Wonders of Your Love" (James Weidman, Cassandra Wilson) - 4:11
5. ナッシン・バット・ア・サング - "Nothin' But a Thang" - 5:57
6. アイ・ウィル・ビー・ゼア - "I Will Be There" - 5:54
7. ジャスト・キープ・シンキング・オブ・ユーベイ - "Just Keep Thinking of Eubay" - 6:02
8. アナザー・レイニー・デイ - "Another Rainy Day" (C. Wilson) - 3:57
9. アメイジング・グレイス - "Amazing Grace" (Traditional) - 4:48
10. ダンス・トゥ・ザ・ドラマー・アゲイン - "Dance to the Drummer Again" (C. Wilson) - 5:15

## 参加ミュージシャン
- カサンドラ・ウィルソン - ボーカル、シンセサイザー、ピアノ
- ロッド・ウィリアムス - シンセサイザー (on 3. 5. 6. 7.)
- ジェイムズ・ワイドマン - ピアノ (on 4. 8.)、シンセサイザー (on 8.)
- ジャン＝ポール・ブレリー - ギター (on 1. 2. 3. 5. 6. 7.)、ギターシンセサイザー (on 2. 3. 7.)
- ケヴィン・ブルース・ハリス - エレクトリックベース (on 1. 2. 4. 5. 6. 8.)
- ケヴィン・A・ジョンソン - ドラムス (on 1. 2. 6.)
- マーク・ジョンソン - ドラムス (on 4. 8.)
- ビル・マクレラン - ドラムス (on 10.)
- ドク・リズム・ボス - パーカッション (on 1.)
- ジェフ・コムニヤカ・ヘインズ - パーカッション (on 10.)